# كاتلين موران
كاتلين موران (بالإنجليزية: Caitlin Moran)‏ هي صحفية الموسيقى وصحفية وكاتِبة بريطانية، ولدت في 5 أبريل 1975 في برايتون في المملكة المتحدة.

## وصلات خارجية
- كاتلين موران على موقع IMDb (الإنجليزية)
- كاتلين موران على موقع ميوزك برينز (الإنجليزية)
- كاتلين موران على موقع ديسكوغز (الإنجليزية)